# Futsal Rock Cup 2016
La Futsal Rock Cup 2016 fue la tercera (3.°) edición de la Futsal Rock Cup, la copa nacional de fútbol sala de Gibraltar, organizada por la Asociación de Fútbol de Gibraltar. St.Joseph's Spark Energy fue el club que venía defendiendo el título. Todos los partidos fueron disputados en el Tercentenary Sports Hall.
Lynx F. C. se proclamó campeón luego de venser a Gibraltar Phoenix Eclipse por 4 - 1 en la final.

## Equipos participantes
Participaron un total de 40 equipos: 10 de cada una de las cuatro divisiones, lo cual marca un récord en el torneo. Resaltados en negrita y cursiva los equipos que jugaron la primera Ronda.

### Primera División
| - Cannon's - College 75 - Gibraltar Scorpions - Gibraltar Phoenix Eclipse - Glacis United | - Lincoln Red Imps - Lions Gibraltar - Lynx - Manchester 62 - St.Joseph's Spark Energy |

### Segunda División
| - Boca Juniors - Gibraltar Scorpions B - Gunwharf Futsal Club - Leo Bastion - Lions FC B | - Maccabi Alef - Mons Calpe - Rock Solid - St.Joseph's South Trade - Young Boys Gib. |

### Tercera División
| - Hound Dogs - Gibraltar Titans - Gibraltar Hércules - Laguna 55 - Maccabi Bet | - Red Imps Lek Bangkok - Rock 54 - Saint New Team - Special Olympics - Stallions |

### Cuarta División
| - Atlas Lions - Europa - Britannia XI - Gibraltar United - Humphries | - Lions C - Maccabi Gimal - Manchester 62 B - Moroccan Athletic - Newton Store |

## Rondas previas
- Entre paréntesis y en negrita la categoría a la cual pertenecen los equipos

### Primera ronda
| 12 de diciembre de 2015 | Humphries Football Club (4) | 5 - 3 | (4) Atlas Lions Football Club | Tercentenary Sports Hall, Gibraltar |  |

| 12 de diciembre de 2015 | Saint New Team(3) | 3 - 4 | (3) Stallions Football Club | Tercentenary Sports Hall, Gibraltar |  |

| 12 de diciembre de 2015 | Manchester 62 "B" (4) | 11 - 6 | (3) Gibraltar Special Olympics | Tercentenary Sports Hall, Gibraltar |  |

| 12 de diciembre de 2015 | Newton Store (4) | 5 - 4 | (3) Hound Dogs | Tercentenary Sports Hall, Gibraltar |  |

| 13 de diciembre de 2015 | Maccabi Bet(3) | 4 - 6 | (4) Lions FC "C" | Tercentenary Sports Hall, Gibraltar |  |

| 13 de diciembre de 2015 | Britannia XI FC (4) | 2 - 3 | (3) Gibraltar Hércules Football Club | Tercentenary Sports Hall, Gibraltar |  |

| 13 de diciembre de 2015 | Laguna 55 (3) | 3 - 2 | (3) Europa FC | Tercentenary Sports Hall, Gibraltar |  |

| 13 de diciembre de 2015 | Gibraltar Titans (3) | 3 - 0 | (4) Maccabi Gimal | Tercentenary Sports Hall, Gibraltar |  |

### Segunda ronda
| 9 de enero de 2015 | Lions FC "B"(2) | 4 - 7 | (2) Leo Bastion | Tercentenary Sports Hall, Gibraltar |  |

| 9 de enero de 2016 | Gibraltar Phoenix Eclipse (1) | 20 - 4 | (4) Newton Store Football Club | Tercentenary Sports Hall, Gibraltar |  |

| 9 de enero de 2016 | Gibraltar United (4) | 0 - 3 | (3) Red Imps Lek Bangkok | Tercentenary Sports Hall, Gibraltar |  |

| 9 de enero de 2016 | Glacis United (1) | 10 - 2 | (2) Boca Juniors | Tercentenary Sports Hall, Gibraltar |  |

| 9 de enero de 2016 | Gibraltar Scorpions FC "B" (2) | 10 - 5 | (3) Stallions Football Club | Tercentenary Sports Hall, Gibraltar |  |

| 9 de enero de 2016 | Gibraltar Titans Football Club (3) | 1 - 15 | (1) Lynx FC | Tercentenary Sports Hall, Gibraltar |  |

| 9 de enero de 2016 | Manchester 62 "B" (4) | 6 - 8 | (4) Lions FC "C" | Tercentenary Sports Hall, Gibraltar |  |

| 9 de enero de 2016 | Lions Gibraltar (1) | 3 - 7 | (2) Young Boys Gibraltar Football Club | Tercentenary Sports Hall, Gibraltar |  |

| 9 de enero de 2016 | Laguna 55 Football Club (3) | 2 - 7 | (3) Maccabi Alef | Tercentenary Sports Hall, Gibraltar |  |

| 9 de enero de 2016 | FC St.Joseph's Spark Energy (1) | 11 - 13 | (1) Gibraltar Scorpions FC | Tercentenary Sports Hall, Gibraltar |  |

| 10 de enero de 2016 | Manchester 62 '(1) | 6 - 8 | (2) Gunwharf | Tercentenary Sports Hall, Gibraltar |  |

| 10 de enero de 2016 | College 75 (1) | 7 - 3 | (4) Humphries Football Club | Tercentenary Sports Hall, Gibraltar |  |

| 10 de enero de 2016 | St.Joseph's South Trade (2) | 2 - 8 | (3) Rock 54 Football Club | Tercentenary Sports Hall, Gibraltar |  |

| 10 de enero de 2016 | Lincoln Red Imps (1) | 10 - 2 | (4) Moroccan Athletic | Tercentenary Sports Hall, Gibraltar |  |

| 10 de enero de 2016 | Cannon's FC (2) | 2 - 4 | (3) Gibraltar Hércules Football Club | Tercentenary Sports Hall, Gibraltar |  |

| 10 de enero de 2016 | Rock Solid Football Club (2) | 4 - 13 | (2) Mons Calpe SC | Tercentenary Sports Hall, Gibraltar |  |

### Tercera ronda
| 13 de febrero de 2016 | College 75 (1) | 3 - 2 | (2) Mons Calpe SC | Tercentenary Sports Hall, Gibraltar |  |

| 13 de febrero de 2016 | Rock 54 Football Club (3) | 3 - 10 | (1) Glacis United | Tercentenary Sports Hall, Gibraltar |  |

| 13 de febrero de 2016 | Gibraltar Scorpions "B" (2) | 3 - 0 | (1) Lincoln Red Imps | Tercentenary Sports Hall, Gibraltar |  |

| 13 de febrero de 2016 | Gibraltar Phoenix Eclipse (1) | 2 - 0 | (1) Gibraltar Scorpions FC | Tercentenary Sports Hall, Gibraltar |  |

| 13 de febrero de 2016 | Leo Bastion (2) | 3 - 4 | (2) Maccabi Alef | Tercentenary Sports Hall, Gibraltar |  |

| 14 de febrero de 2016 | Young Boys Gibraltar Football Club (2) | 3 - 12 | (3) Gibraltar Hércules Football Club | Tercentenary Sports Hall, Gibraltar |  |

| 14 de febrero de 2016 | Gunwharf (2) | 3 - 0 | (3) Red Imps Lek Bangkok FC | Tercentenary Sports Hall, Gibraltar |  |

| 14 de febrero de 2016 | Lions FC "C" (4) | 4 - 14 | (1) Lynx FC | Tercentenary Sports Hall, Gibraltar |  |

## Etapas finales
|  | Cuartos de final          | Cuartos de final |                         |                           | Semifinales    | Semifinales    |  |                           | Final      | Final      |  |
|  | 26 de marzo               | 26 de marzo      |                         |                           | 1 y 25 de mayo | 1 y 25 de mayo |  |                           | 5 de junio | 5 de junio |  |
|  |                           |                  |                         |                           |                |                |  |                           |            |            |  |
|  |                           |                  |                         |                           |                |                |  |                           |            |            |  |
|  | Gibraltar Phoenix Eclipse | 7                |                         |                           |                |                |  |                           |            |            |  |
|  | Gibraltar Phoenix Eclipse | 7                |                         |                           |                |                |  |                           |            |            |  |
|  | College 75                | 4                |                         |                           |                |                |  |                           |            |            |  |
|  | College 75                | 4                |                         | Gibraltar Phoenix Eclipse | 6              |                |  |                           |            |            |  |
|  |                           |                  |                         | Gibraltar Phoenix Eclipse | 6              |                |  |                           |            |            |  |
|  |                           |                  | Gibraltar Scorpions "B" | 4                         |                |                |  |                           |            |            |  |
|  | Gibraltar Hércules        | 1                | Gibraltar Scorpions "B" | 4                         |                |                |  |                           |            |            |  |
|  | Gibraltar Hércules        | 1                |                         |                           |                |                |  |                           |            |            |  |
|  | Gibraltar Scorpions "B"   | 5                |                         |                           |                |                |  |                           |            |            |  |
|  | Gibraltar Scorpions "B"   | 5                |                         |                           |                |                |  | Gibraltar Phoenix Eclipse | 1          |            |  |
|  |                           |                  |                         |                           |                |                |  | Gibraltar Phoenix Eclipse | 1          |            |  |
|  |                           |                  | Lynx FC                 | 4                         |                |                |  |                           |            |            |  |
|  | Gunwharf                  | 2                | Lynx FC                 | 4                         |                |                |  |                           |            |            |  |
|  | Gunwharf                  | 2                |                         |                           |                |                |  |                           |            |            |  |
|  | Glacis United             | 7                |                         |                           |                |                |  |                           |            |            |  |
|  | Glacis United             | 7                |                         | Glacis United             | 1              |                |  |                           |            |            |  |
|  |                           |                  |                         | Glacis United             | 1              |                |  |                           |            |            |  |
|  |                           |                  | Lynx FC                 | 2                         |                |                |  |                           |            |            |  |
|  | Maccabi Alef              | 2                | Lynx FC                 | 2                         |                |                |  |                           |            |            |  |
|  | Maccabi Alef              | 2                |                         |                           |                |                |  |                           |            |            |  |
|  | Lynx FC                   | 6                |                         |                           |                |                |  |                           |            |            |  |
|  | Lynx FC                   | 6                |                         |                           |                |                |  |                           |            |            |  |
|  |                           |                  |                         |                           |                |                |  |                           |            |            |  |

### Cuartos de final
| 26 de marzo de 2016 | Gibraltar Hércules (3) | 1 - 5 | (2) Gibraltar Scorpions "B" | Tercentenary Sports Hall, Gibraltar |  |

| 26 de marzo de 2016 | Gunwharf (2) | 2 - 7 | (1) Glacis United | Tercentenary Sports Hall, Gibraltar |  |

| 26 de marzo de 2016 | Gibraltar Phoenix Eclipse (1) | 7 - 4 | (1) College 75 | Tercentenary Sports Hall, Gibraltar |  |

| 26 de marzo de 2016 | Maccabi Alef (2) | 2 - 6 | (1) Lynx FC | Tercentenary Sports Hall, Gibraltar |  |

### Semifinales
| 1 de mayo | Gibraltar Phoenix Eclipse (1) | 6 - 4 | (2) Gibraltar Scorpions "B" | Tercentenary Sports Hall, Gibraltar |  |

| 25 de mayo | Glacis United (1) | 1 - 2 | (1) Lynx FC | Tercentenary Sports Hall, Gibraltar |  |

### Final
| 4 de junio | Gibraltar Phoenix Eclipse (1) | 1 - 4 | (1) Lynx FC | Tercentenary Sports Hall, Gibraltar |  |